# Pieter Paulus
Pieter Paulus (Axel, 9 april 1753 – Den Haag, 17 maart 1796) was een Nederlands jurist, advocaat-fiscaal en politicus. Hij was een van de ideologen van de patriottenbeweging en wordt beschouwd als de grondlegger van de Nederlandse democratie en staatkundige eenheid.

## Leven
Pieter Paulus werd geboren te Axel in Zeeuws-Vlaanderen, waar zijn vader schepen en burgemeester was. Hij stamde misschien uit een geslacht van uitgeweken hugenoten. Na enig onderwijs in 's-Hertogenbosch ontving hij zijn opleiding van de Vlissingse rector Van Cruysselenbergen, bij wie hij in huis woonde. Hij werd in 1770 student te Utrecht.
Paulus kreeg landelijke bekendheid door zijn boek over de stadhouderlijke regering, waarin hij zich keerde tegen het stadhouderlijk stelsel en de hertog van Brunswijk. Het boek werd een 'bestseller'. In 1774 werd hij student te Leiden en hij promoveerde op 12 december 1775. Ook zijn dissertatie beleefde een tweede druk. Hij vestigde zich in 1776 als advocaat aan het Hof van Holland in Den Haag. In 1780 raakte hij betrokken in de controverse over de uitbreiding van de vloot, verdedigd door Admiraal Jan Hendrik van Kinsbergen. In 1778 werd Pieter Paulus lid van de Oeconomische Tak van de Hollandsche Maatschappye der Weetenschappen, een genootschap ter bevordering van de handel, nijverheid en welvaart. En in 1782 was hij secretaris van dat genootschap. In 1781 huwde hij de schatrijke Françoise Vockestaert.
Hij haalde in 1783 opnieuw landelijke bekendheid door zijn verdediging van de stad Alkmaar, dat als een van de eerste steden (na Schoonhoven) in een resolutie de invloed van de stadhouder beperkte. Paulus werd inmiddels benaderd als een van de voormannen van de Patriotten, waarmee te onderhandelen viel. Hij werd uitgenodigd om naar het Zeekantoor van Admiraliteit van Amsterdam te komen om te overleggen met prinses Wilhelmina van Pruisen en Joan Cornelis van der Hoop. In april 1785 werd hij advocaat-fiscaal bij de Admiraliteit van de Maze, nam het initiatief tot reorganisaties. Na de gebeurtenissen in Hattem weigerde Paulus naar Paleis Het Loo te komen, maar onderhandelde waarschijnlijk wel met het Franse ministerie van Buitenlandse Zaken.
Paulus werd in 1788 afgezet en vertrok met zijn zwager naar Parijs. Hij sprak met Mattheus Lestevenon, bemiddelde tussen de ruziemakende oud-regenten Valckenaer en Van Beyma, maar weigerde met de Rijngraaf van Salm te spreken. De Franse politici en ministers ontvingen hem met veel egards.
Overtuigd van de idealen van de Franse Revolutie, keerde hij zich tegen slavernij en werd sinds de publicatie van zijn Verhandeling over de vrage: In welken zin kunnen de menschen gezegd worden gelijk te zijn? En welke zijn de regten en pligten die daaruit voortvloeien? in 1793 apostel der mensheid genoemd. In 1795 was hij een van de voornaamste mannen van de omwenteling en werd gekozen als voorzitter van de Provisionele Representanten van het Volk van Holland. Hij werd curator van de Universiteit van Leiden. Adriaan Kluit werd ontslagen, Valckenaer werd zijn opvolger. In het volgende jaar werd Paulus unaniem benoemd tot voorzitter van de Eerste Nationale Vergadering. Bij de inwijding liep hij een ernstige kou op, die hem zijn leven kostte. Hij werd op 24 maart 1796 begraven op de begraafplaats Ter Navolging in Scheveningen.

## Publicaties
- Het nut der stadhouderlyke regering, aangetoond by gelegenheid der geboorte van Willem Frederik, prince van Oranje en Nassau, erfstadhouder, capitain-generaal, en admiraal der Verënigde Nederlanden[a] (1772)
- De voorrechten van 'slands hoofdkerk, ten aanzien der eerbied, welke de afgezonderde gezinten aan derzelver leerstellingen en leeraaren verschuldigd zyn, volgens de placaaten en resolutien van staat onderzogt: of aanmerkingen, waarin de gronden en redeneeringen van het tweede stuk des schryvers, zig advocaat der vaderlandsche kerk noemende, worden beoordeeld[b]. In eene missive aan een Hollandsch predikant der Gereformeerde Kerke, door een Stichts heer (vermoedelijke auteur, 1772)
- Betoog van Zeelands regt tot het stigten eener Hoogeschole (1775)
- Dissertatio inauguralis, de origine, progressu et solutione nexus feudalis Flandriam inter et Zeelandiam[c] (proefschrift, 1775)
- Verklaring van de Unie van Utrecht[d][e][f] (4 dln., 1775–1779), opgedragen aan Joachim Rendorp
- Aanspraak door mr. Pieter Paulus, advocaat-diacon der Nederduitsche gereformeerde gemeente van 'sGravenhage, gedaan op den 18. october 1782. ... by gelegenheid, dat, voor de eerste reize, van wegen broederen diaconen, eenige pryzen aan spinnende armen der diaconie zijn uitgedeeld[g] (1782)
- Verzameling van stukken, betrekkelijk de dimissie van den heer en Mr. Pieter Paulus, raad en advocaat-fiscaal van het ed. mog. collegie ter admiraliteit op de Maze[h] (1788)
- Verhandeling over de vrage in welken zin kunnen de menschen gezegd worden gelyk te zyn? en welke zyn de regten en pligten, die daaruit voordvloeien?[i] (1793)
- Ophelderende aanmerkingen, op de verhandeling over de vraag: in welken zin kunnen de menschen gezegd worden gelyk te zyn? En welke zyn de rechten en pligten, die daaruit voordvloejen?[j] (1793)
- Aanspraak door den burger Pieter Paulus ... gedaan by gelegenheid der eerste vergadering der Provisioneele Representanten van het volk van Holland, tot welker voorzitter hy verkozen was[k] (1795)
- Aanspraak van mr. Pieter Paulus, eersten præsident der Nationale Vergadering, gedaan by de opening van dezelve vergadering op den 1 maart 1796[l] (1796)
- Mr. P. Paulus met zich zelven vergeleeken vooral uit zijne schriften[m] (1796)
- Moet de dood van Pieter Paulus als een zegen, of als een slag, als een geluk, of als een ramp, als voordeelig, of als nadeelig, voor deezen staat, beschouwd worden? Of Lykreden over Prediker VIII: vs. 8 uitgesproken in een genootschap geleerde mannen[n] (1796)

## Galerij

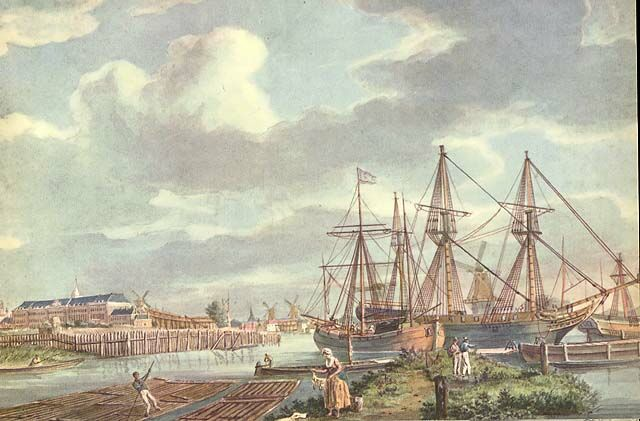
's-Lands werf in het Buizengat
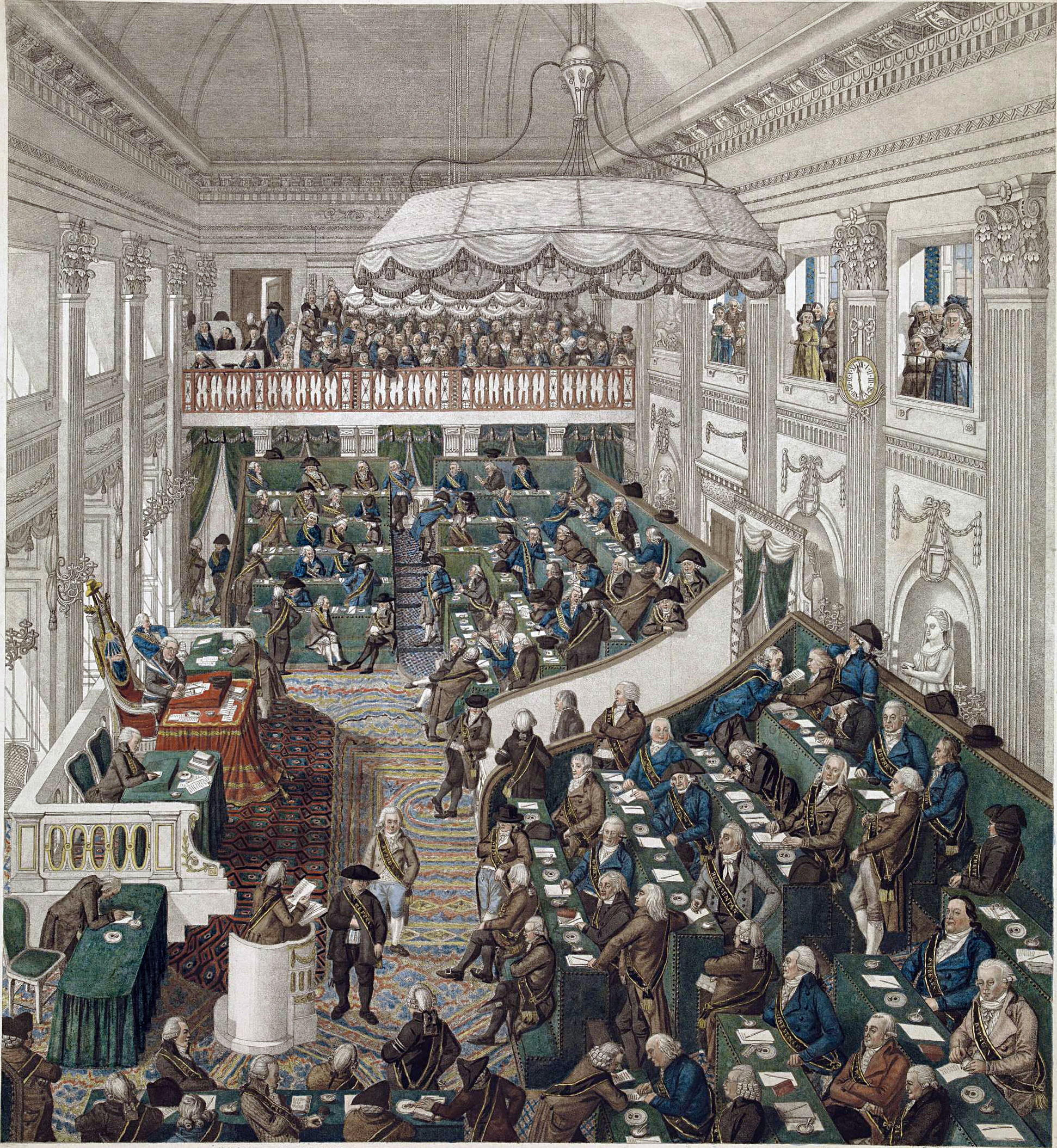
Pieter Paulus (midden links) in 1796 als president van de Eerste Nationale Vergadering in Den Haag. Prent gemaakt door George Kockers (1797)
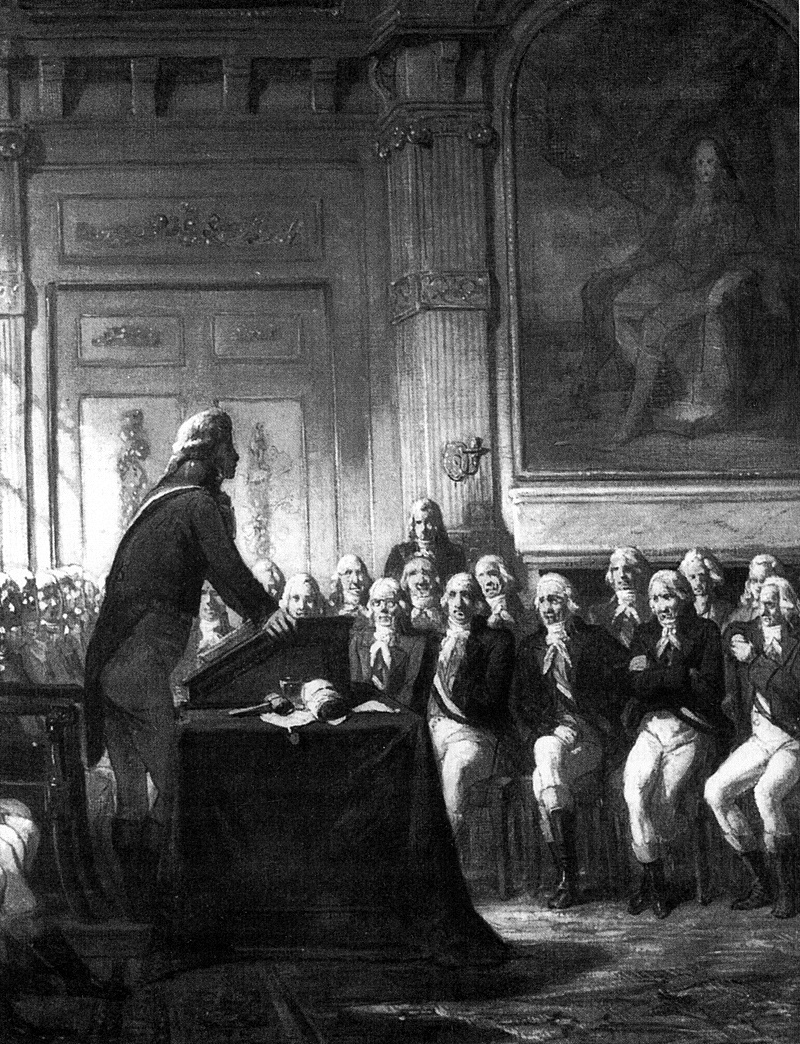
Opening van de Nationale Vergadering in 1796 door Pieter Paulus, afbeelding door Johannes Egenberger